# Currie Cup 1920
La Currie Cup de 1920 fue la decimosegunda edición del principal torneo de rugby provincial de Sudáfrica.
El campeón fue el equipo de Western Province quienes obtuvieron su décimo campeonato.

## Sistema de disputa
El torneo se disputó en formato liga donde cada equipo se enfrentó a los equipos restantes, obteniendo 2 puntos por victoria, 1 por empate y 0 por la derrota.

## Clasificación
| Pos. | Equipo                  | Encuentros | Encuentros | Encuentros | Encuentros | Tantos | Tantos | Tantos | Puntos |
| Pos. | Equipo                  | PJ         | PG         | PE         | PP         | F      | C      | Dif    | Puntos |
| ---- | ----------------------- | ---------- | ---------- | ---------- | ---------- | ------ | ------ | ------ | ------ |
| 1.º  | Western Province        | 8          | 7          | 0          | 1          | 157    | 12     | +145   | 14     |
| 2.º  | Transvaal               | 8          | 6          | 1          | 1          | 122    | 19     | +103   | 13     |
| 3.º  | Griqualand West         | 8          | 6          | 0          | 2          | 77     | 41     | +36    | 12     |
| 4.º  | Western Transvaal       | 8          | 4          | 1          | 3          | 51     | 17     | +34    | 9      |
| 5.º  | Orange Free State       | 8          | 3          | 0          | 5          | 46     | 43     | +3     | 6      |
| 6.º  | Eastern Province        | 8          | 3          | 0          | 5          | 31     | 38     | -7     | 6      |
| 7.º  | South Western Districts | 8          | 3          | 0          | 5          | 41     | 137    | -96    | 6      |
| 8.º  | Border                  | 8          | 2          | 0          | 6          | 31     | 188    | -157   | 4      |
| 9.º  | North Eastern Districts | 8          | 1          | 0          | 7          | 17     | 78     | -61    | 2      |

## Campeón
| Bandera de Sudáfrica     |
| Campeón Western Province |
| Décimo título            |